# Salvadora persica
Espèce
Salvadora persica est un arbuste de la famille des Salvadoraceae, originaire du Moyen-Orient. Sa racine est utilisée comme moyen de nettoyage des dents et est appelée siwak.
Le Shah ibn Shekyb, sous le conseil du prêtre du temple d’Anahita à Istakhr, l'utilisait dans tout l'empire sassanides en fin de l'antiquité pour des maux de tête. Cette plante a été utilisée en parallèle dans certaines sociétés celtiques ; le druide Thoutoueille en fait mention dans Táin Bó Cúailnge (Razzia des vaches de Cooley).

## Étymologie et dénominations
Salvadora persica est communément connu sous le nom de « arbre à brosse à dents », mais il a également plusieurs noms dans différentes langues et le nom de toute plante varie en fonction des zones géographiques. Entre autres, on retrouve : miswak en arabe, meswak ou pillu en hindi, gudphala en sanskrit, uka, ukaay ou oamai en tamoul, gonimara, kankhira ou genumar en kanada, gunnangi en telegu, pilludi ou pilu en goudjarati ou kharijal, jaal au Rajasthan, khabbar en sindhi, arak en assamais, peelu en punjabi, khakan en marathi, zahnbürstenbaum en allemand, misvak a g˘acı en turc, kerriebos en Namibie, asawaki, kighir au Nigeria, higombo ou iremito, mkayo en Tanzanie.

## Description
Salvadora persica est un petit arbre ou un arbuste avec un tronc tortueux, rarement plus de 30 cm (1 pied) en diamètre. Son écorce est scabreuse et fissurée, blanchâtre avec des extrémités pendantes. L’écorce de la racine de l’arbre ressemble au sable, et les surfaces intérieures ont même une légère nuance de marron. Il a un parfum agréable, de cresson ou moutarde, mais aussi un goût chaud et piquant. Les feuilles se brisent avec un grésillement fin croustillant lorsqu’on marche dessus. L’arbre pousse jusqu'à une hauteur de trois mètres. Au Pakistan, ces arbres anciens, majestueux et robustes sont plus étroitement associés aux cimetières comme les cyprès dans la culture anglaise.